# Mårten Lindhielm
Mårten Grelsson Lindhielm, (före adlandet Lindeberg) född september 1638 i Stockholm, död 14 februari 1720, adlad 1 februari 1669, upphöjd 13 februari 1692 till friherre och introducerad som friherrlig ätt nr 93, var en svensk överste, landshövding och ägare av Lindö gård i Runtuna socken, Stjärnarps säteri i Eldsberga socken och Alslövs herrgård i Tönnersjö socken.

## Biografi
Mårten Lindhielm militra karriär påbörjades 1657, han blev 1669 ryttmästare vid adelsfaneregementet samt överste där 1683 samt för  adelsfanan i Finland.
Han tillträdde som landshövding över Nylands och Tavastehus län 26 augusti 1695 och över Jönköpings län 24 juli 1696 och avgick 4 maj 1716.

## Familj
Mårten Grelsson Lindhielm var son till Grels Gustafsson, referendarie i kammarkollegiet, och Ellika Appelbom till Högtorp, dotter till häradshövdingen Anders Haraldsson Appelbom. Hans bror var Anders Grelsson Lindhielm, landshövding i Viborgs län.
1680 gifte sig Lindhielm med Anna Maria Silfverstierna (död 29 januari 1697) samt 28 december 1697 med Margareta von Beijer.